# Urophyllum ceylanicum
Urophyllum ceylanicum là một loài thực vật có hoa trong họ Thiến thảo. Loài này được (Wight) Thwaites miêu tả khoa học đầu tiên năm 1864.